# يوهان مور (رسام)
يوهان مور (بالألمانية: Johann Paul Mohr)‏ (و. 1808 – 1843 م) هو رسام من ألمانيا، والدنمارك، توفي في ميونخ، عن عمر يناهز 35 عاماً.

## حياته
تدرب يوهان مور كرسام للمناظر الطبيعية تحت انطباع جي سي دالي في درسدن ، بعد انتقاله من هامبورغ هناك مع يوهان هيرمان كارمينك . يظهر تبادل الرسائل بين جون فريدريك مولر و جون لودفيغ لوند أنهما كانا يعرفان بعضهما البعض قبل أن يأتي مولر إلى كوبنهاغن . خلال السنوات التي عاش فيها مولر في ميونيخ ، كان لوند أيضًا هو الذي توسط في الاتصال بالبيت الملكي و جمعية الفن ورتب لعرض لوحات موهر في أكاديمية الفنون الجميلة . في ميونيخ و نيلز سيمونسن . في الرسائل ذكر كلا من ديتليف مارتنز و فيلهلم مارستراند يعرب عن إعجابه بكارل روتمان .